# Зиеш, Хаким
Хаки́м Зие́ш (нидерл. Hakim Ziyech; араб. حكيم زياش‎; род. 19 марта 1993, Дронтен, Флеволанд) — марокканский и нидерландский футболист, полузащитник катарского клуба «Аль-Духаиль» и сборной Марокко. Участник двух чемпионатов мира (2018 и 2022). Входит в топ-5 лучших бомбардиров в истории сборной Марокко.

## Клубная карьера
Зиеш воспитанник клуба «Херенвен». В молодёжной команде он был лидером и помог одержать ей победу в молодёжном первенстве. 2 августа 2012 года в матче Лиги Европы против румынского «Рапида» он дебютировал за команду. 12 августа в поединке против НЕК Хаким дебютировал в Эредивизи. 10 августа 2013 года в матче против НАК Бреды Зиеш забил свой первый гол за «Херенвен».
В августе 2014 года Хаким перешёл в «Твенте», подписав с клубом четырёхлетний контракт. 24 августа в матче против НАК Бреды он дебютировал за новую команду. 21 сентября в поединке против «Хераклеса» Зиеш забил свой первый гол за «Твенте».
30 августа 2016 года игрок заключил пятилетний контракт с амстердамским «Аяксом». Сумма трансфера составила 11 миллионов евро. В матче против «Витесса» он дебютировал за амстердамский клуб. 2 октября в поединке против «Утрехта» Хаким забил свой первый гол за «Аякс». 20 октября в матче Лиги Европы против испанской «Сельты» Зиеш забил мяч. В 2019 году в поединках 1/8 Лиги чемпионов против мадридского «Реала» Хаким отметился забитыми мячами.
14 февраля 2020 года лондонский «Челси» достиг соглашения о трансфере игрока за 40 млн евро (44 млн евро с учётом бонусов), а сам переход состоялся летом 2020 года. 28 октября забил первый гол за «синих» в гостевой игре с «Краснодаром» (0:4) на групповом этапе Лиги чемпионов УЕФА. Как сообщает OptaJoe в «Твиттере», в этом сезоне английской Премьер-лиги ни один игрок не создал больше моментов за матч, чем Хаким Зиеш в игре с «Шеффилд Юнайтед» – 6 созданных моментов и 2 результативные передачи.
Отмечается также, что среди всех игроков, сыгравших не менее 180 минут в АПЛ в сезоне-2020/2021, марокканец показал наивысшее ожидаемое количество голевых передач за 90 минут (0,57). В то же время только Кевин Де Брёйне создал большее количество моментов для своих партнёров (4,24), чем Хаким Зиеш (3,79).
20 августа 2023 года перешёл в турецкий «Галатасарай» на правах аренды до конца сезона 2023/24. 16 сентября дебютировал в новом клубе.

## Международная карьера
В августе 2013 года Хаким дебютировал в составе молодёжной национальной команды.
В 2015 году Зиеш принял решение выступать за свою историческую родину — Марокко. 9 октября в товарищеском матче против сборной Кот-д’Ивуара он дебютировал за сборную Марокко. 27 мая 2016 года в поединке против Конго Хаким сделал «дубль», забив свои первые голы за национальную команду.
В 2018 году Зиеш принял участие в чемпионате мира в России. На турнире он сыграл в матчах против Ирана, Португалии и Испании.
На чемпионате мира 2022 года Зиеш отметился голом в последнем матче групповой стадии против Канады (2:1). В игре против Бельгии (2:0) Зиеш был признан лучшим игроком матча. В 1/8 финала Зиеш реализовал один из послематчевых пенальти в игре против Испании (0:0, пен. 3-0) и помог марокканцам впервые выйти в четвертьфинал чемпионата мира. В четвертьфинале 10 декабря марокканцы обыграли Португалию (1:0) и стали первой африканской командой, дошедшей до полуфинала чемпионата мира. В полуфинале марокканцы проиграли сборной Франции (0:2), а в матче за 3 место уступили сборной Хорватии (1:2).

## Достижения

### Командные
«Аякс»
- Чемпион Нидерландов: 2018/19
- Обладатель Кубка Нидерландов: 2018/19
- Обладатель Суперкубка Нидерландов: 2019
- Финалист Лиги Европы УЕФА: 2017

«Челси»
- Победитель Лиги чемпионов УЕФА: 2020/21
- Обладатель Суперкубка УЕФА: 2021
- Победитель Клубного чемпионата мира: 2021

«Галатасарай»
- Чемпион Турции (2): 2023/24, 2024/25
- Обладатель Суперкубка Турции: 2023

### Индивидуальные
- Футболист года в Нидерландах: 2017/18[23]
- Игрок года в «Аяксе» (3): 2018, 2019, 2020[24]
- Символическая сборная Лиги чемпионов УЕФА: 2018/19
- Символическая сборная Африки по версии КАФ: 2019

### Награды
- Офицер Ордена Трона (2022)[25]

## Статистика выступлений

### Клубная статистика
| Клуб             | Сезон            | Лига | Лига | Кубок | Кубок | Европейские кубки | Европейские кубки | Прочие | Прочие | Итого | Итого |
| Клуб             | Сезон            | Игры | Голы | Игры  | Голы  | Игры              | Голы              | Игры   | Голы   | Игры  | Голы  |
| ---------------- | ---------------- | ---- | ---- | ----- | ----- | ----------------- | ----------------- | ------ | ------ | ----- | ----- |
| Херенвен         | 2012/13          | 3    | 0    | 1     | 0     | 2                 | 0                 | 2      | 0      | 8     | 0     |
| Херенвен         | 2013/14          | 31   | 9    | 3     | 2     |                   |                   | 2      | 0      | 36    | 11    |
| Херенвен         | 2014/15          | 2    | 2    | 0     | 0     |                   |                   |        |        | 2     | 2     |
| Херенвен         | Итого            | 36   | 11   | 4     | 2     | 2                 | 0                 | 4      | 0      | 46    | 13    |
| Твенте           | 2014/15          | 31   | 11   | 5     | 4     | 2                 | 0                 |        |        | 38    | 15    |
| Твенте           | 2015/16          | 33   | 17   | 1     | 0     |                   |                   |        |        | 34    | 17    |
| Твенте           | 2016/17          | 4    | 2    | 0     | 0     |                   |                   |        |        | 4     | 2     |
| Твенте           | Итого            | 68   | 30   | 6     | 4     | 2                 | 0                 |        |        | 76    | 34    |
| Аякс             | 2016/17          | 28   | 7    | 1     | 1     | 13                | 2                 |        |        | 42    | 10    |
| Аякс             | 2017/18          | 34   | 9    | 1     | 0     | 4                 | 0                 |        |        | 39    | 9     |
| Аякс             | 2018/19          | 29   | 16   | 3     | 0     | 17                | 5                 |        |        | 49    | 21    |
| Аякс             | 2019/20          | 21   | 6    | 2     | 0     | 11                | 3                 | 1      | 0      | 35    | 9     |
| Аякс             | Итого            | 112  | 38   | 7     | 1     | 45                | 10                | 1      | 0      | 165   | 49    |
| Челси            | 2020/21          | 23   | 2    | 6     | 2     | 10                | 2                 |        |        | 39    | 6     |
| Челси            | 2021/22          | 23   | 4    | 9     | 2     | 9                 | 1                 | 3      | 1      | 44    | 8     |
| Челси            | 2022/23          | 12   | 0    | 2     | 0     | 3                 | 0                 |        |        | 17    | 0     |
| Челси            | Итого            | 58   | 6    | 17    | 4     | 22                | 3                 | 3      | 1      | 100   | 14    |
| Всего за карьеру | Всего за карьеру | 274  | 85   | 34    | 11    | 71                | 13                | 8      | 1      | 387   | 110   |

### Статистика выступлений за сборную
| Национальная команда | Год   | Игры | Голы |
| -------------------- | ----- | ---- | ---- |
| Марокко              | 2015  | 4    | 0    |
| Марокко              | 2016  | 5    | 5    |
| Марокко              | 2017  | 4    | 2    |
| Марокко              | 2018  | 10   | 5    |
| Марокко              | 2019  | 9    | 2    |
| Марокко              | 2020  | 3    | 2    |
| Всего                | Всего | 35   | 17   |

### Статистика голов за сборную
| #   | Дата            | Место                                         | Противник           | Счёт | Результат | Соревнование                              |
| --- | --------------- | --------------------------------------------- | ------------------- | ---- | --------- | ----------------------------------------- |
| 01. | 27 мая 2016     | Гранд Стейд де Танжер, Танжер, Марокко        | Конго               | 1:0  | 2:0       | Товарищеский матч                         |
| 02. | 27 мая 2016     | Гранд Стейд де Танжер, Танжер, Марокко        | Конго               | 2:0  | 2:0       | Товарищеский матч                         |
| 03. | 4 сентября 2016 | Принц Мулла Абдулла, Рабат, Марокко           | Сан-Томе и Принсипи | 1:0  | 2:0       | Кубок Африки 2017 квалификация            |
| 04. | 11 октября 2016 | Марракеш, Марракеш, Марокко                   | Канада              | 2:0  | 4:0       | Товарищеский матч                         |
| 05. | 11 октября 2016 | Марракеш, Марракеш, Марокко                   | Канада              | 3:0  | 4:0       | Товарищеский матч                         |
| 06. | 1 сентября 2017 | Стадион принца Мулы Абделлаха, Рабат, Марокко | Мали                | 1:0  | 6:0       | Чемпионат мира 2018 квалификация          |
| 07. | 1 сентября 2017 | Стадион принца Мулы Абделлаха, Рабат, Марокко | Мали                | 3:0  | 6:0       | Чемпионат мира 2018 квалификация          |
| 08. | 23 марта 2018   | Олимпийский стадион, Турин, Италия            | Сербия              | 0:1  | 1:2       | Товарищеский матч                         |
| 09. | 9 июня 2018     | А. Ле Кок Арена, Таллин, Эстония              | Эстония             | 2:0  | 3:1       | Товарищеский матч                         |
| 10. | 8 сентября 2018 | Мохамед V, Касабланка, Марокко                | Малави              | 1:0  | 3:0       | Кубок Африки 2019 квалификация            |
| 11. | 16 ноября 2018  | Мохамед V, Касабланка, Марокко                | Камерун             | 1:0  | 2:0       | Кубок Африки 2019 квалификация            |
| 12. | 16 ноября 2018  | Мохамед V, Касабланка, Марокко                | Камерун             | 2:0  | 2:0       | Кубок Африки 2019 квалификация            |
| 13. | 16 июня 2019    | Марракеш, Марракеш, Марокко                   | Замбия              | 1:1  | 2:3       | Товарищеский матч                         |
| 14. | 16 июня 2019    | Марракеш, Марракеш, Марокко                   | Замбия              | 2:2  | 2:3       | Товарищеский матч                         |
| 15. | 13 ноября 2020  | Мохамед V, Касабланка, Марокко                | ЦАР                 | 2:1  | 4:1       | Кубок Африканских наций 2021 квалификация |
| 16. | 13 ноября 2020  | Мохамед V, Касабланка, Марокко                | ЦАР                 | 3:1  | 4:1       | Кубок Африканских наций 2021 квалификация |
| 17. | 17 ноября 2020  | Stade de la Réunification, Дуала, Камерун     | ЦАР                 | 0:1  | 0:2       | Кубок Африканских наций 2021 квалификация |

Статистика до последнего забитого гола за сборную Марокко.